# 鼓

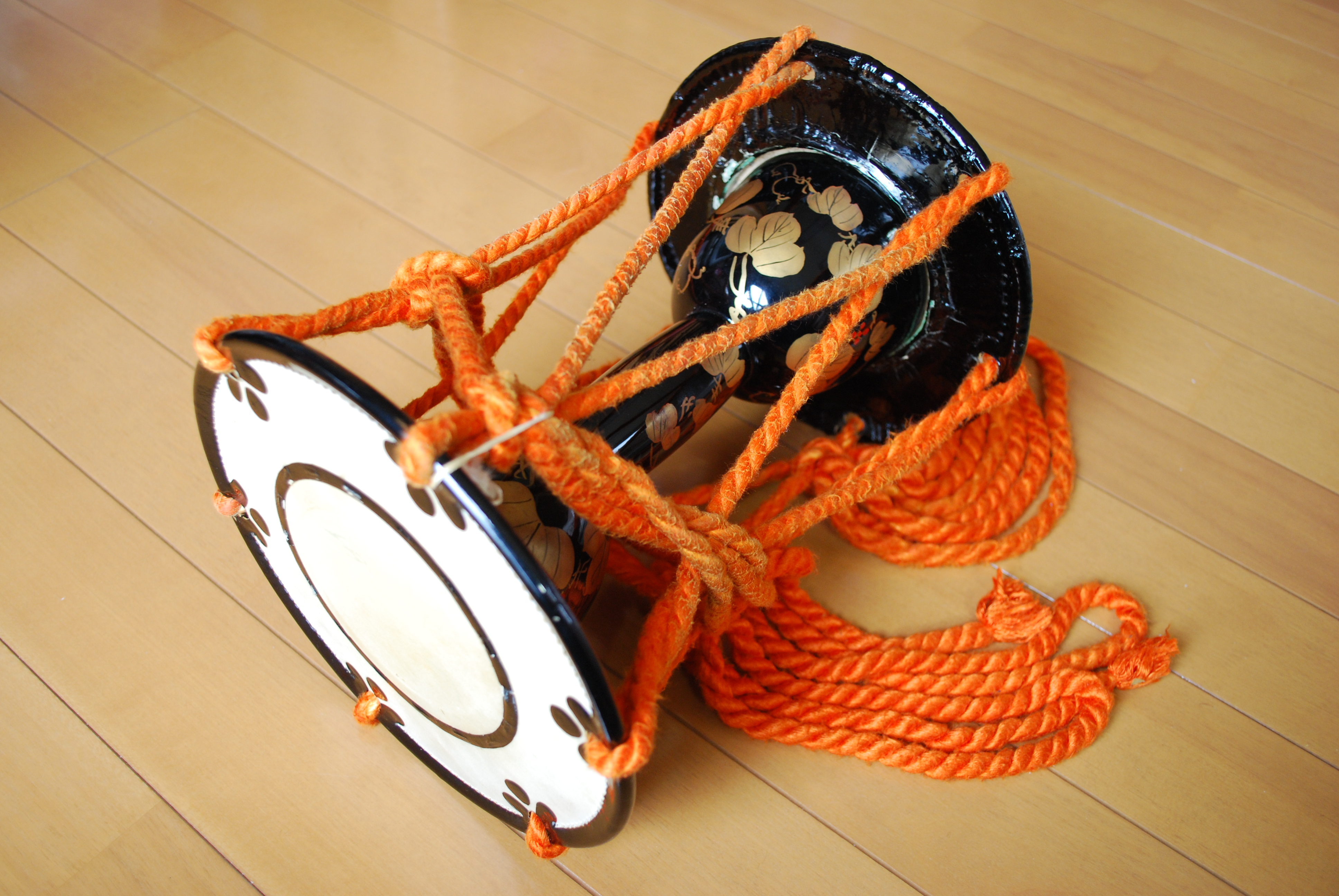
小鼓

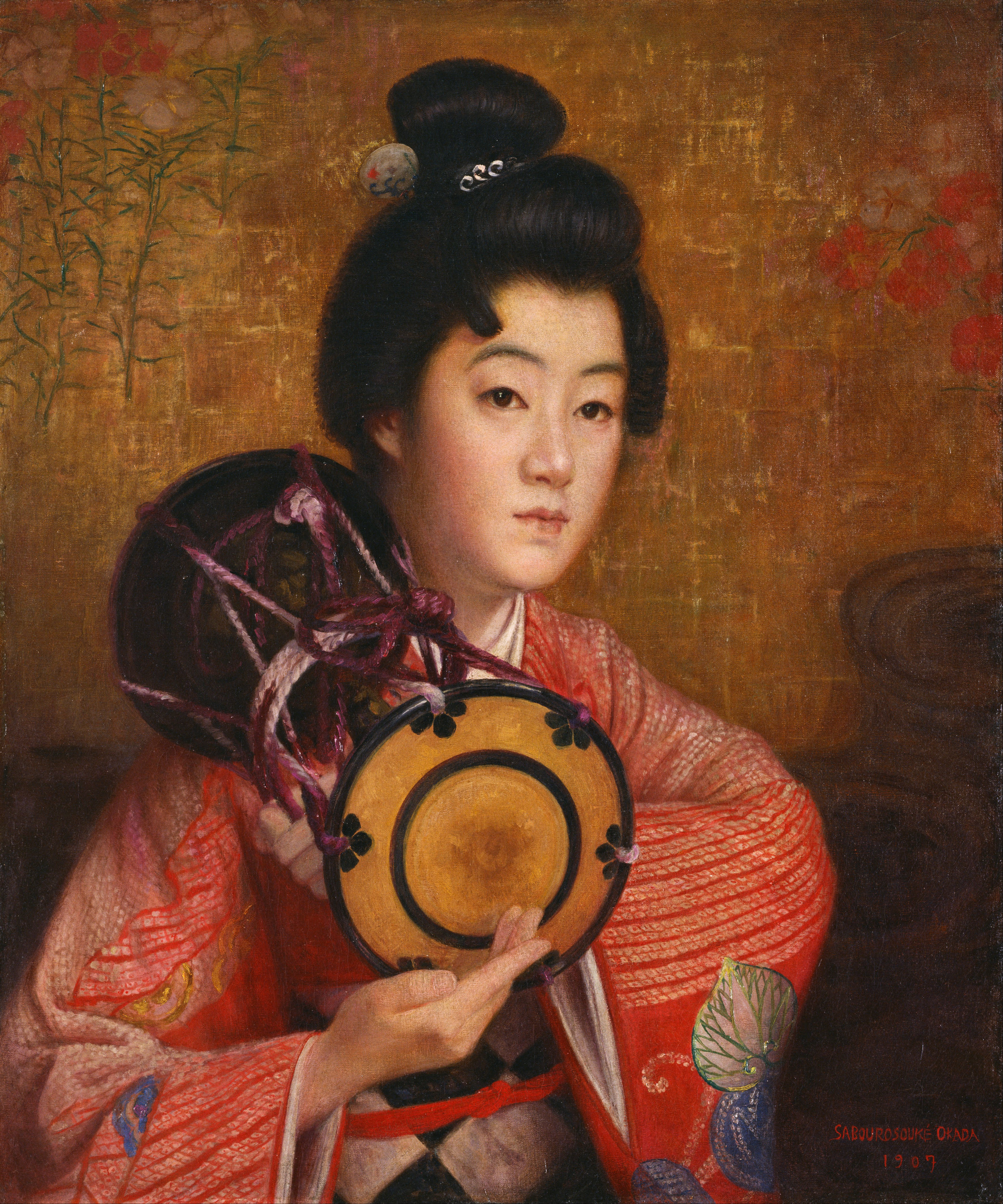
鼓を持つ婦人

鼓（つづみ）は、漢字文化圏特有の伝統的な楽器のひとつで、もっとも狭義には小鼓を指す。砂時計型、または木製、ドラム缶型の胴の両面に革を張ってこれを緒で強く張る。緒は、能楽の世界では調緒（しらべお）または「調べ」という。この緒を締めたり緩めたりすることで音色を調節しながら、一方もしくは両方の革を手または桴で打って演奏する。その形態によって小鼓、大鼓、太鼓、羯鼓などがある。発音については、古代インドの打楽器 dudubhi または dundubhi から出たという説と、中国の都曇鼓（つどんこ）の音から出たという説がある。

## 起源

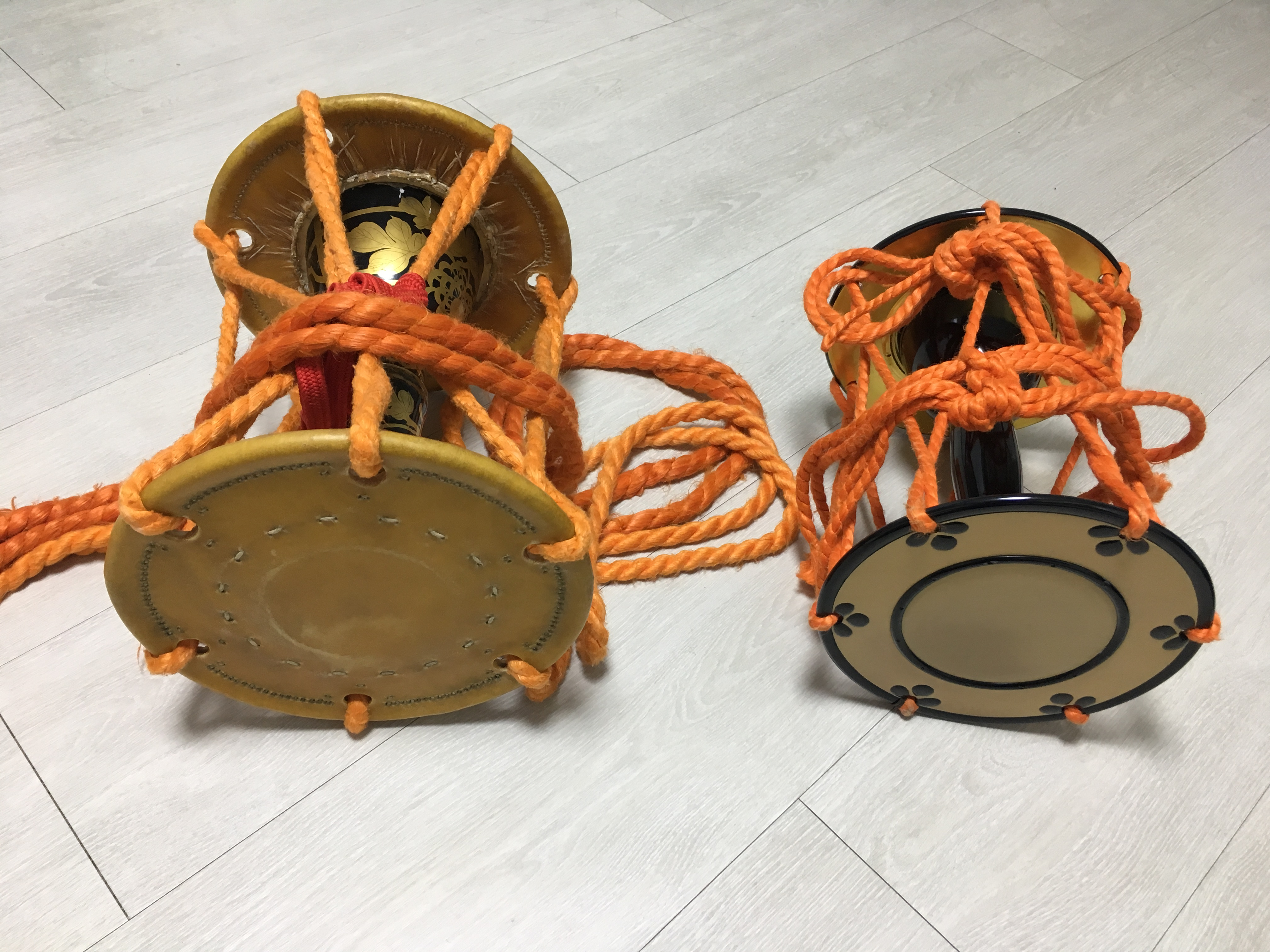
大鼓と小鼓

鼓はインドで発生し、その後、中国で腰鼓（ようこ）、一鼓（壱鼓）（いっこ）、二鼓、三鼓（三ノ鼓）（さんのつづみ）、四鼓、杖鼓（じようこ）等と多数の種類が発生した。これらは総じて細腰鼓（さいようこ）と呼ばれる。腰鼓は腰に下げる細腰鼓で、日本には7世紀初めに伝わり、呉鼓（くれのつづみ）として伎楽に用いられた。一鼓、二鼓、三鼓、四鼓は奈良時代の日本に、唐楽（とうがく）用として伝わった。後に腰鼓、二鼓、四鼓は絶えたが、壱鼓は舞楽に残り、三ノ鼓は高麗楽（こまがく）で使われている。また中国から日本に伝わった民間芸能である散楽（さんがく）にも鼓が使われており、正倉院蔵の「弾弓散楽図」には、鼓を桴や手で打つ様子が描かれている。こうしたさまざまな鼓が中国から伝来し、やがて小鼓、大鼓（おおつづみ）が日本で成立した。
杖（桴）を使って演奏する杖鼓は、両面の革に異種の材を用いるのが特徴で、胴端の径と革面径ともに大小がある。後に朝鮮半島に伝わってからは大型となった。

## 影響
本来はリズム楽器であるが、手で打つ奏法と緒を自由に操作することによって数種類の音色を打ち分けることが可能となり、中世・近世以降の邦楽に大きな影響を与えている。演奏の際に掛声を掛けるのが特徴。